# Boyolangu (distriktshuvudort i Indonesien)
Boyolangu är en distriktshuvudort i Indonesien.   Den ligger i provinsen Jawa Timur, i den västra delen av landet, 600 km öster om huvudstaden Jakarta. Boyolangu ligger 94 meter över havet och antalet invånare är 32 287.
Terrängen runt Boyolangu är platt norrut, men söderut är den kuperad. Terrängen runt Boyolangu sluttar norrut.Runt Boyolangu är det tätbefolkat, med 683 invånare per kvadratkilometer. Närmaste större samhälle är Kedungwaru, 6,3 km norr om Boyolangu. Omgivningarna runt Boyolangu är en mosaik av jordbruksmark och naturlig växtlighet.